# Margaretha toe Boecop
Margaretha Zehe toe Boecop (geboren vor 1551 in Kampen; gestorben nach 1574 ebenda) war eine niederländische Malerin.

## Leben
Margaretha toe Boecop wurde vor 1551 in Kampen als Tochter des Stadtrats Egbert toe Boecop und der Malerin Mechtelt van Lichtenberg in eine wohlhabende Familie geboren. Sie hatte einen Bruder und vier Schwestern, von denen auch ihre jüngere Schwester Cornelia toe Boecop Malerin geworden ist. Ihr Enkel war der Genealoge Theodoor van Boecop. Die Töchter wurden vermutlich von der Mutter ausgebildet, da Malen und Zeichnen zur Ausbildung von Mädchen in der höheren Gesellschaft wie Handarbeiten und Musizieren gehörte. Sie heiratete Philibert de Wolffs van Westenrode, den Herrn von Potechem. Über Kinder aus dieser Ehe ist nichts bekannt.
Als sie etwa 25 Jahre alt war, malte sie das Werk „Die vier Evangelisten“. Sie signierte die Leinwand mit „I Margaretha to Bocop mae fecit anno 1574“. Die vier Evangelisten scheinen miteinander zu reden und sind mit ihren Symbolen dargestellt. Der aktuelle Verbleib dieser Arbeit ist unbekannt. Über Margaretha toe Boecops weiteres Leben ist außer ihrer Ehe nichts bekannt.